# Tramlijn 18 (Haaglanden)
Tramlijn 18, die had moeten rijden voor de HTM, was in het eerste kwart van de twintigste eeuw een geplande tramlijn in wat later het Stadsgewest Haaglanden zou worden. Het lijnnummer 18 is nooit door de HTM gebruikt voor een operationele tramlijn. Wel had de HTM sinds 1955 een buslijn 18, deze is per 9 december 2018 opgeheven.
In de jaren 1907-1909 ontwikkelde de HTM plannen voor een tramlijn 18 van het centrum van Den Haag (Plein of Staatsspoor) naar Voorburg. Deze lijn was bedoeld als opvolger van de stoomtram op de Voorburgse lijn, die geëxploiteerd werd door de Maatschappij tot Exploitatie van Tramwegen (MET).
Uiteindelijk werd in de jaren twintig de elektrificatieslag gewonnen door de Noord-Zuid-Hollandsche Tramweg-Maatschappij (NZHTM), die de MET had overgenomen. Op 12 april 1924 ging de Blauwe Tram op het Voorburgse traject rijden.
De HTM gaf de moed nog niet op. In het Tramplan 1927 was een nieuwe lijn 18 opgenomen van het station Staatsspoor naar de Haarlemsestraat (Scheveningen), dus via het Scheveningse deel van de lijn van de Blauwe Tram. De bedoeling was de NZHTM-lijn (een concurrent van de HTM-lijn 9) over te nemen op een 'nader te bepalen datum', maar de overname vond pas plaats in 1957-58, toen de tramlijn Voorburg—Den Haag—Scheveningen werd vervangen door de HTM-buslijnen 40, 41 en 42. 

## Bron
- "Allemaal voorzien?", R. F. de Bock, Wyt uitgevers, 1979.